# Middelburg (Zeeland)

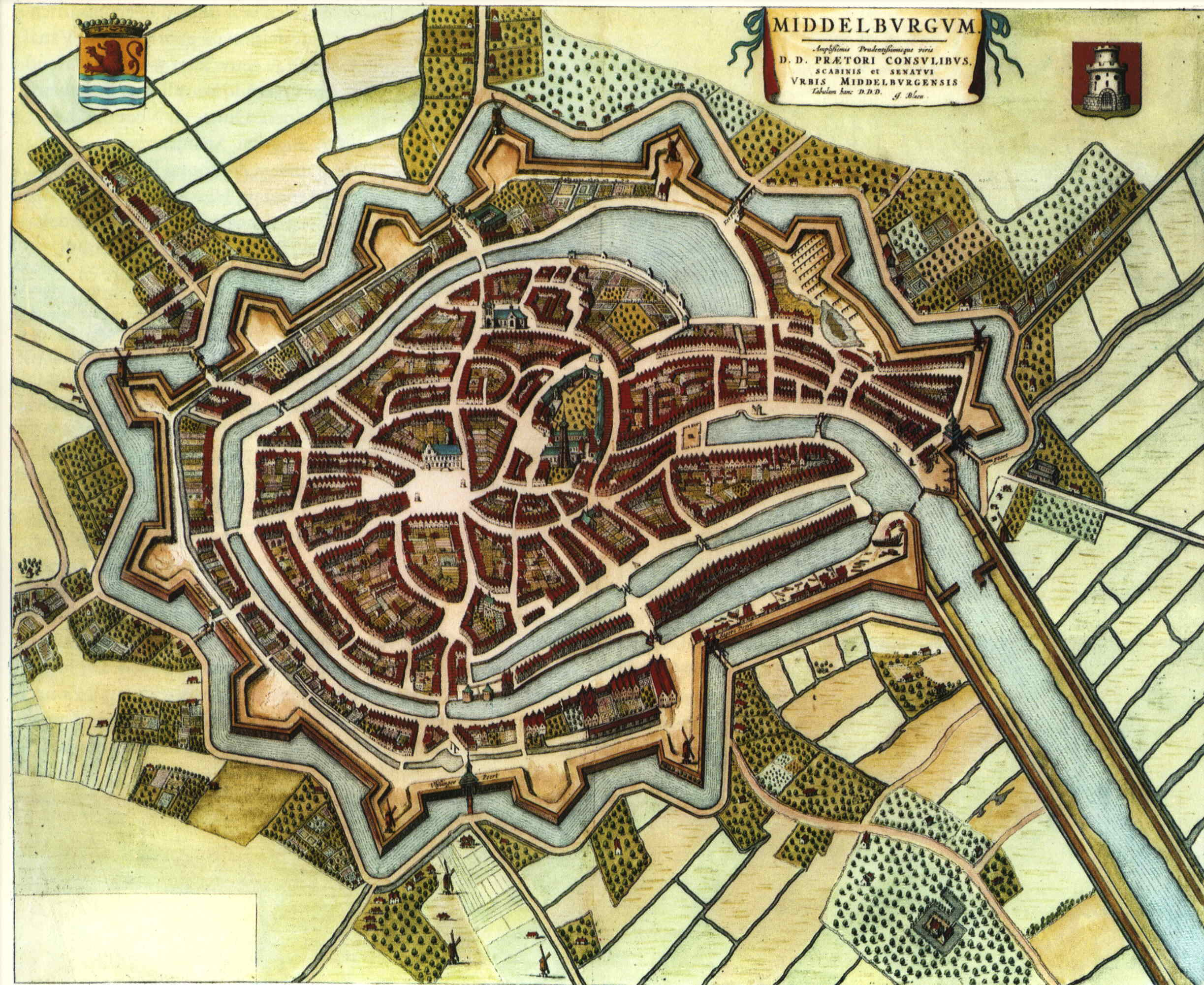
Middelburg in 1652 door J. Blaeu

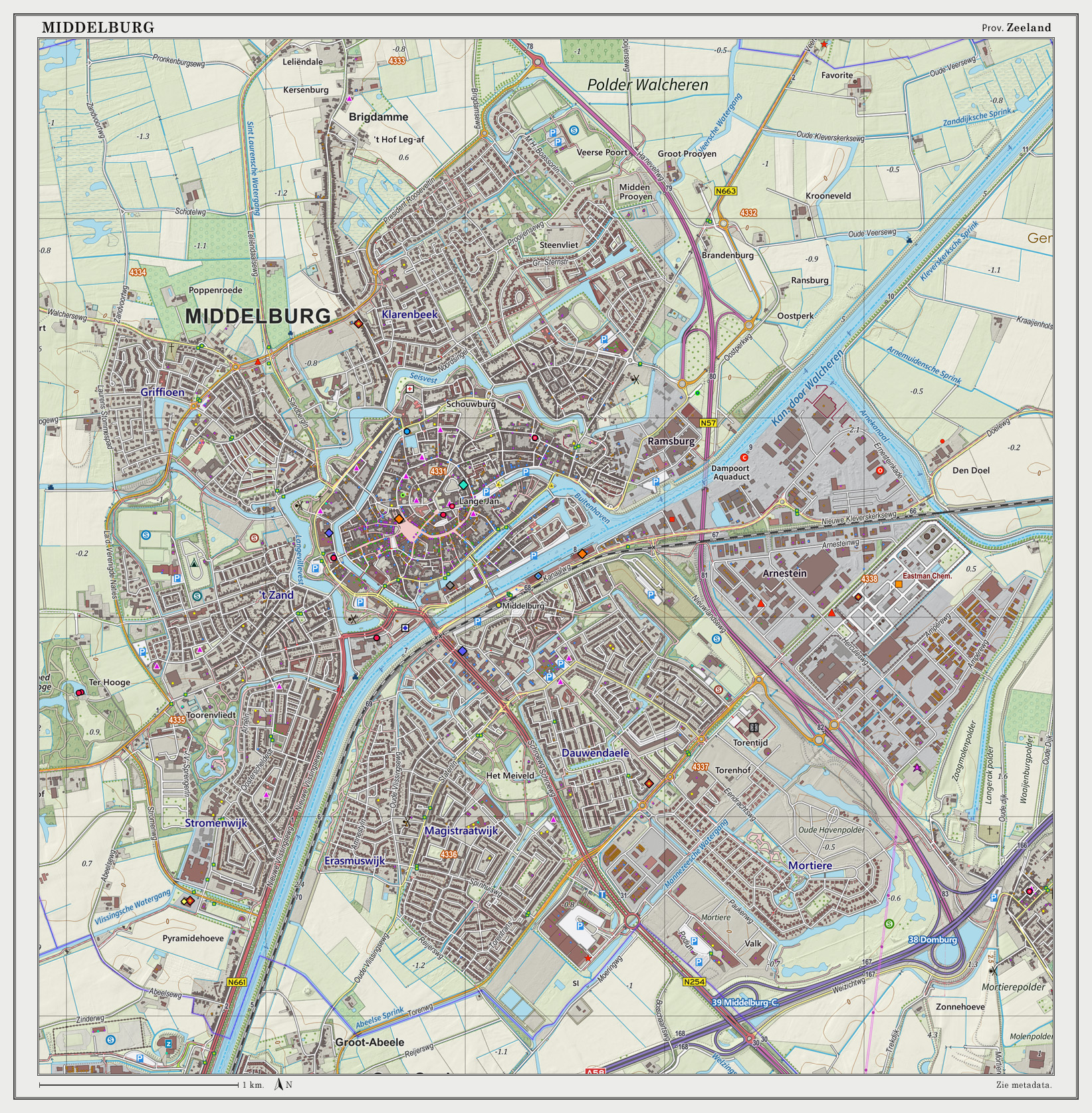
Topografische kaart van Middelburg (stad), dec. 2014

Middelburg (uitspraakⓘ) is de hoofdplaats van de gelijknamige gemeente en de hoofdstad van de provincie Zeeland. De plaats ligt op het schiereiland Walcheren. De stad Middelburg telde op 1 januari 2023 43.165 inwoners. De gehele gemeente Middelburg telt 50.004 (22 november 2024, bron: CBS) en 1016 inwoners per km². Middelburg is het beginpunt van de N57 en ligt aan de A58 en de spoorlijn Roosendaal - Vlissingen. De stad wordt doorsneden door het Kanaal door Walcheren. Middelburg is met ruim 43.000 inwoners de grootste stad van de provincie Zeeland. Landelijk is Middelburg de kleinste provinciehoofdstad.

## Geschiedenis

### Middeleeuwen
Middelburg moet rond het midden van de 9e eeuw zijn ontstaan, want bij archeologische opgravingen van na de verwoesting van 1940 (zie onder), zijn gebruiksvoorwerpen uit die periode gevonden. Bij de plaats werd vermoedelijk eind 9e eeuw de middelste ringwalburg (of vluchtburg) op Walcheren aangelegd, die lag tussen de Duinburcht (Domburg) en de Zuidburcht (Souburg). Deze burcht was vermoedelijk als verdediging tegen de Vikingen bedoeld nadat zij na de mislukte strooptocht van Rodulf (873) van het eiland verjaagd waren. Maar veel is onzeker over deze burchten: mogelijk werden deze ook al gebouwd ten tijde van Vikingkoning Harald de Jongere, die tussen 841 en 864 over het eiland heerste. De burg had een doorsnede van ruim 200 meter en werd omringd door een aarden wal en een gracht, die in het noorden en oosten werd gevormd door het riviertje de Arne en in het zuiden (Lange Delf) en westen werd gegraven. De huidige hoogte van de burchtheuvel is ongeveer 7 meter boven NAP.
In de 10e eeuw ontstond ten westen van de burg, rond de huidige Markt, een agrarische nederzetting op een kruispunt van drie hoger gelegen zandige kreekruggen ten westen van de burg: de Noordweg, de Seisweg en de Segeersweg. Deze landwegen liepen (en lopen) van hieruit naar andere delen van Walcheren. Reeds in 1103 wordt 'Mitthelburgensis portus' in de levensbeschrijving van Willibrord van Thiofried een handelsnederzetting genoemd, waarvan de rivier de Arne de belangrijkste handelsverbinding vormde met zee. Het Arnewater ten oosten van de ringwalburg (huidige Damplein) deed dienst als haven. In de tweede helft van de 10e eeuw werd in deze handelsnederzetting de Westmonsterkerk (Sint-Maartenskerk) gebouwd (gesloopt in 1575). Vermoedelijk werd hier ook het eerste klooster gesticht. Mogelijk speelde het klooster van Echternach hierbij een rol. In dezelfde periode ontstond ten oosten van de burg, nabij het huidige Damplein, een tweede nederzetting. Kort na het jaar 1000 werd Middelburg door de Duitse keizer Hendrik II de Heilige aangewezen als bestuurscentrum van Walachria-Bevelandia. De Vlaamse graaf Boudewijn IV werd in 1012 de eerste graaf van dit deel van het gebied dat ergens tussen 1162 en 1189 de naam Zeelandia (Zeeland) zou krijgen.
Aan het einde van de 11e eeuw werd ten noorden van de ringwalburg de Noordmonsterkerk (Sint-Pieterskerk) gesticht als tweede parochiekerk (gesloopt in 1834). In 1123 bouwden de kanunniken een nieuw klooster binnen de veilige ringwalburg: de abdij van Middelburg, die in 1127 werd overgedragen aan de norbertijnen als dochter van de Sint-Michielsabdij uit Antwerpen. Later werden op het terrein van de abdij onder meer twee kerken gebouwd: de 14e-eeuwse Koorkerk en de 15e-eeuwse Nieuwe Kerk. In 1217 kreeg Middelburg stadsrechten van graaf Willem I van Holland en van gravin Johanna van Vlaanderen, waarbij werd verwezen naar een eerdere, mogelijk 12e-eeuwse stadskeure. In 1254 werden deze stadsrechten nog uitgebreid door graaf Willem II van Holland.
De ringwalburg bleef tot ver in de 13e eeuw in gebruik: de grachten worden nog in 1232 en 1266 genoemd. In dit laatste jaar werd Middelburg -mogelijk als vervolg op de uitbreiding van de stadrechten- voorzien van stadswallen, die ook nog op de 16e-eeuwse kaart van Jacob van Deventer te zien zijn en omringd werden door de deels nog aanwezige binnengrachten. De oostelijke binnengrachten liepen ter plaatse van de Zuidsingel en de Spuistraat. Tussen 1266 en 1301 werd vervolgens de Arne ter plaatse van de burggracht en de haven (het Damplein) gedempt. Buiten de noordmuren werd het Molenwater gegraven, die men inrichtte als spuikom: bij vloed liet men deze vollopen en bij eb liet men het water binnen in de nieuwe haven van de stad (na 1540 de Oude Haven genoemd) om deze op diepte te houden en schoon te spoelen. Iets na 1350 werd de nieuwe haven ter plaatse van de huidige Schuitvlotstraat versterkt met een waterpoort (de Dampoort) In 1312 werd de stadsgracht in het zuidoosten verplaatst naar buiten om ook de Vlissingsestraat binnen de stadsmuren te trekken. In die tijd groeide Middelburg uit tot het centrum van de lakenhandel met Engeland. Deze handelsactiviteiten waren mogelijk doordat de stad zich binnen de economische invloedssfeer van de Scheldedelta bevond met de Vlaamse handels- en banksteden Brugge, Gent en Antwerpen in haar nabijheid. In feite vormde Middelburg een soort voorhaven van Brugge. Goederen van zeeschepen werden in Middelburg overgeslagen op lichtere binnenschepen om zo het meer landinwaarts gelegen Brugge te kunnen bereiken. Met de opkomst van Antwerpen in de 15e eeuw gingen de overslagactiviteiten in Middelburg zich richten op die stad en werd zo feitelijk nu een voorhaven van Antwerpen. Hiervoor werden nieuwe redes aangelegd bij het nog lucratiever gelegen Arnemuiden, dat zo weer de voorhaven vormde van Middelburg. Arnemuiden probeerde diverse malen om zelf de havenactiviteiten te vergroten, maar Middelburg wist dit steeds te voorkomen omdat de handel zich dan zou kunnen verplaatsen. Middelburg probeerde in die tijd diverse malen om het stapelrecht op de "westerse waren olie, wijn, ijzer en wede te verwerven, maar slaagde hier niet in doordat de schepen liever doorvoeren naar handelssteden als Brugge of Antwerpen. Alleen voor Franse wijnen wist de stad in 1508 de facto stapelrecht te verkrijgen. Het privilege op de wijnimport werd in 1523 door Brussel bevestigd en in 1538 gehandhaafd, toen een wijnvloot door de heer van Bergen op Zoom een wijnvloot uit La Rochelle naar zijn haven had gelokt.
In 1432 en 1492 vonden in Middelburg grote stadsbranden plaats waarbij grote delen van de stad werden verwoest. Na deze branden werden verschillende maatregelen genomen om toekomstige stadsbranden te voorkomen. Eerst werd de verplichting opgelegd dat er voortaan alleen nog stenen schoorstenen en leien of pannen daken mochten worden gelegd. Later stelde het stadsbestuur de steenboete in om zo aan stenen te komen die vervolgens goedkoop werden aangeboden om er nieuwe stenen gevels van te kunnen bouwen. Vanaf 1695 werd er een verbod gesteld op de bouw van houten gevels en houten zijgevels die uitkwamen op de straten op straffe van een boete van 25 gulden en een dwangsom van een Vlaamse pond per dag om de houten (zij)gevel binnen veertien dagen te slopen. Houten gevels mochten niet meer worden gerepareerd en moesten zo via een uitsterfconstructie verdwijnen. In 1724 waren er echter nog steeds 71 houten gevels. De laatste houten gevel werd in 1888 verplaatst naar een plek tegen een muur van het vroegere pand van het Zeeuwsch Genootschap der Wetenschappen, waar deze nog steeds aanwezig is (Wagenaarstraat 1, zichtbaar vanaf Achter het Hofplein).

### Economische bloei
Aanvankelijk vormde de Arne de belangrijkste waterverbinding met de zeearm Sloe. In de 15e eeuw verzandde de sterk meanderende Arne echter steeds verder, waarop men tussen 1532 en 1535 het kaarsrechte Kanaal van Welzinge als havenkanaal groef naar de rede bij Arnemuiden, bij het latere Nieuwland. In 1540 werd dit kanaal doorgetrokken naar de zuidelijke stadsgracht, waar nieuwe kaaien werden aangelegd, waarmee de Nieuwe Haven ontstond. De ernaast gelegen westelijke stadsgracht werd ook ingericht als spuikom voor de nieuwe haven. Zowel deze gracht als het Molenwater werden gebruikt voor de aandrijving van een getijdenmolen voor het malen van graan. De eerste bestaat nog als de Getijdenmolen Middelburg. Tussen 1549 en 1550 werd de stad uitgebreid bij de Maisbaai, waar een nieuwe haven werd aangelegd, die door een (later weer gesloopt) vierkant bastion werd beschermd.
Bij de kerkelijke herindeling van de Nederlanden op last van Filips II in 1559 werd Middelburg bisschopszetel. Het bisdom Middelburg heeft echter maar kort bestaan. In tegenstelling tot veel andere Zeeuwse plaatsen koos Middelburg net als Amsterdam na de inname van Den Briel in 1572 de kant van de Spanjaarden. Maar na een lang beleg door de geuzen moest de stad zich in februari 1574 bij de prins aansluiten.
Na de overgang naar de republiek werd de abdijkerk geseculariseerd en omgevormd tot hoofdkerk. De hierdoor overbodig geworden Westmonsterkerk werd reeds in 1575 gesloopt. De rest van het abdijcomplex werd omgevormd tot bestuurscentrum voor het gewest Zeeland. Nadat de Staten-Generaal van de Nederlanden zich in 1583 in de Noordelijke Nederlanden hadden gevestigd, kwamen ze aanvankelijk in Middelburg bijeen, alvorens ze in 1585 Den Haag als vergaderplaats kozen. In 1592 kreeg Middelburg een Illustere school, een instelling voor hoger onderwijs, die alleen een academische basisopleiding mocht verzorgen, maar geen promotierechten (ius promovendi) bezat. De bekende Franciscus Gomarus was vanaf 1611 tot 1615 predikant en docent Bijbelse theologie en Hebreeuws in Middelburg.
Omdat Arnemuiden, Veere en Vlissingen in 1572 wel de kant van de opstandelingen hadden gekozen, moest Middelburg na de machtswisseling alsnog een aantal rechten afstaan aan deze steden. Hoewel de stad haar handelsactiviteiten spoedig kon hervatten, was ze voortaan wel het Walcherse monopolie op de havenactiviteiten kwijt: Vlissingen mocht haar havenfaciliteiten sterk uitbreiden en zou in de loop der tijd uitgroeien tot de belangrijkste haven van het eiland. In 1582 wist Middelburg echter wel de positie van stapelplaats voor Engels laken binnen te slepen. De Val van Antwerpen en de daaropvolgende blokkade van de Schelde in 1585 leidden er vervolgens wel toe dat de stad voortaan geen voorhaven meer kon zijn van deze stad en haar achterland verloor. Met de hulp van de vele kooplieden die zich vanuit de Zuidelijke Nederlanden in de stad vestigden wist Middelburg haar positie echter te handhaven door een actieve handelspolitiek te gaan voeren. De stad maakte in die tijd een grote economische bloei door. Middelburg was een van de belangrijkste instigatoren bij de oprichting van zowel de VOC als de WIC. De Kamer van Zeeland was na Amsterdam de machtigste handelskamer van de VOC met de helft van de macht van deze stad. Middelburg was als zodanig even belangrijk als de andere vier VOC-steden Delft, Enkhuizen, Hoorn en Rotterdam bij elkaar. Ook de WIC had een belangrijke kamer in de stad als gevolg van de bloeiende kaapvaart en trans-Atlantische slavenhandel. In 1616 werd er een wisselbank gevestigd en in 1636 een bank van lening. De vele Engelse en Franse schepen die de Middelburgse haven aandeden kunnen worden teruggezien in de namen van straten en oude huizen, die vaak naar het buitenland verwijzen. Tot eind 16e eeuw wist het hierdoor haar positie als de grootste koopliedenstad van de Noordelijke Nederlanden te handhaven. Ook daarna bleef het de belangrijkste haven- en handelsstad van de Republiek na Amsterdam. De economische bloei zorgde ervoor dat de bevolking tussen 1576 en 1675 toenam van ongeveer 7000 naar ongeveer 27.000 inwoners. Hiermee was het rond 1675 de op vier na grootste stad van het land, met meer inwoners dan Den Haag en Utrecht. Om deze bevolkingsgroei te huisvesten werden in de 16e eeuw twee grote stadsuitbreidingen gepleegd: Tussen 1578 en 1591 werd de oude haven vergroot tot de Buitenhaven en werd ten noordoosten daarvan de Nieuwe Stad gebouwd, waar in de tweede helft van de 17e eeuw de eerste nieuwe protestantse kerk verrees: de Oostkerk. Tussen 1595 en 1598 werd vervolgens een nog veel grotere uitbreiding, waarbij ook een nieuwe aarden stadswal met 13 bastions werd aangelegd als derde ring na de ringwalburg en de stadswallen van 1266. Hiermee werd ook het Molenwater binnen de wallen getrokken. Bij de Maisbaai werd een grote werf aangelegd voor VOC-schepen. Van de in totaal 1772 VOC-schepen, die tussen 1602 en 1795 van stapel liepen, werden er 336 op de Middelburgse werven gebouwd.

### Stagnatie en neergang
Het verdwijnen van het achterland van Middelburg zorgde op den duur echter voor economische stagnatie. Middelburg was hierdoor namelijk zelf in het achterland komen te liggen van de Hollandse steden. Rond 1660 nam Rotterdam steeds meer de positie van Middelburg over als handelshaven, maar de concurrentie van Amsterdam bleek een nog veel groter probleem. In 1720 probeerde de stad het tij nog te keren door de oprichting van de Middelburgsche Commercie Compagnie, maar dit bracht onvoldoende soelaas. Ondertussen werd de stad nog wel verder verfraaid door de aanleg van de Zuidsingel tussen 1735 en 1737, waarbij ook het Molenwater werd omgetoverd tot een Zeeuwse variant van de (Haagse) Hofvijver.
In 1779 telde de stad nog ongeveer 25.000 inwoners, maar daarna zette het verval in. De zeeblokkade en het verlies van een aantal VOC- en WIC-bezittingen tijdens de Vierde Engelse Oorlog begin jaren 1780 zorgden voor economische neergang. In 1795 was Middelburg teruggezakt tot 20.146 inwoners en was daarmee de achtste stad van het land. De economische neergang werd nog versterkt tijdens de Franse Tijd. De economische neergang van de Bataafse Republiek kwam in Zeeland het hardst aan van het hele land. Er was geen geld voor havenverbetering en de bevolking trok bij gebrek aan werk weg uit de stad. In 1807 was de bevolking met ruim een derde gedaald tot 16.000 inwoners. Direct na de Franse Tijd werd onder leiding van koning Willem I tussen 1815 en 1817 nog wel een nieuw havenkanaal gegraven naar het Veerse Gat ter vervanging van het verzande Kanaal van Welzinge naar de reeds ingepolderde delen bij Arnemuiden, maar dit leidde niet tot enige verbetering. Tussen 1817 en 1824 daalde de bevolking zelfs tot onder de 13.000, waarmee deze in ongeveer 50 jaar bijna gehalveerd werd. Dit had tot gevolg dat een kwart van alle huizen en ook veel beeldbepalende panden in de stad werden afgebroken. Zo verdwenen in 1823 de Waag (1526), in 1827 de gevangenis het Gravensteen (1449) en later in 1878 het Accijnshuis en in 1882 de Wisselbank. Een groot deel van de 19e eeuw bleef het economisch tij slecht. Een in 1838 opgerichte weverij in een van de voormalige WIC-pakhuizen ging in 1869 weer failliet. Ter werkverschaffing werden de stadswallen tussen 1841 en 1849 van een wandelroute voorzien en werd het Molenwater eerst deels gedempt in 1817 en vervolgens geheel tussen 1859 en 1864.

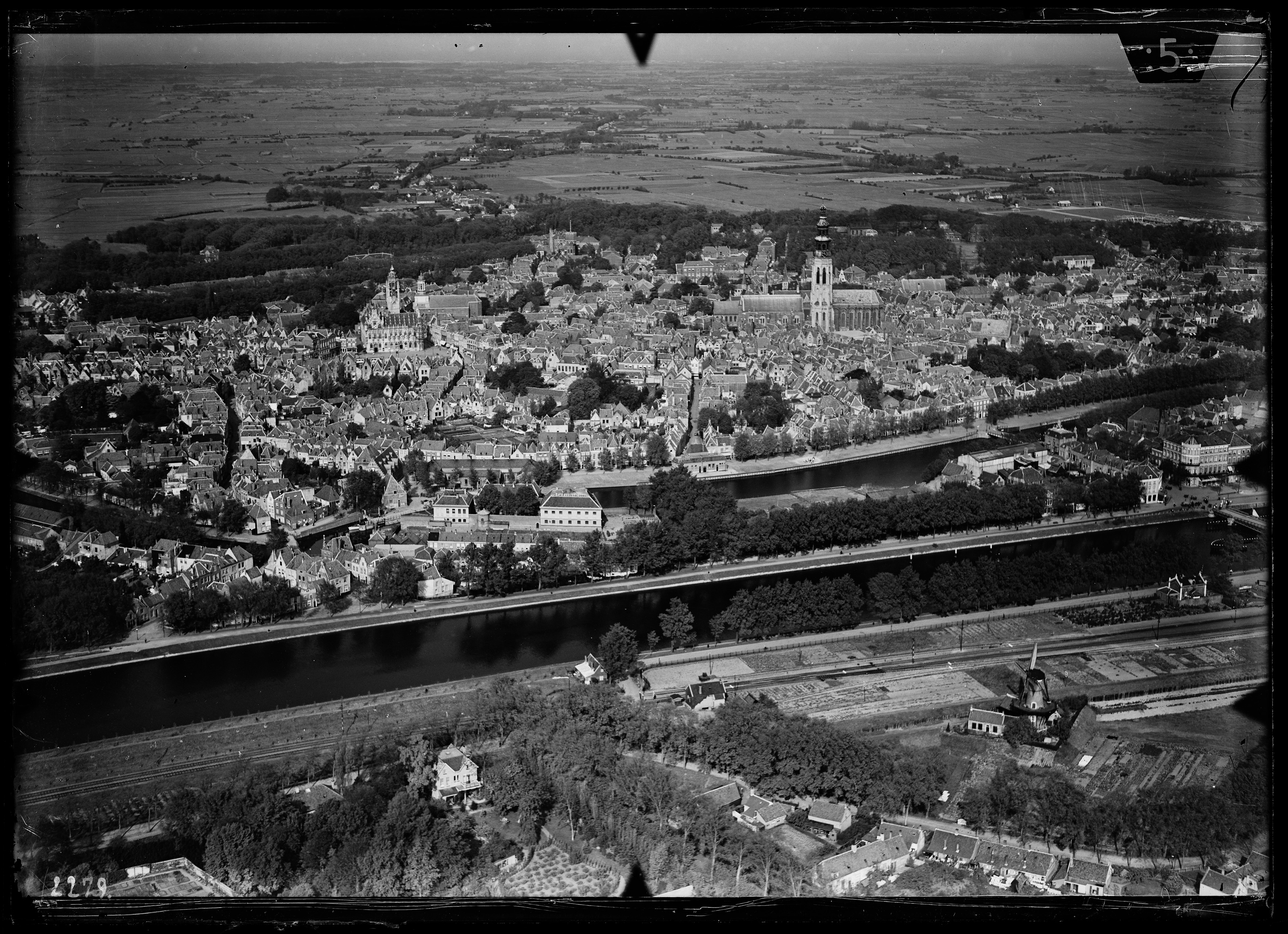
Luchtfoto van Middelburg (periode 1920-1940).

In het laatste kwart van de 19e eeuw werd de infrastructuur rond de stad wat verbeterd in de hoop op hernieuwde economische groei. In 1873 kwam de nieuwe spoorlijn Roosendaal - Vlissingen gereed over de in 1871 aangelegde nieuwe Sloedam, die Walcheren voortaan met het vasteland verbond. Ter vervanging van het nu geblokkeerde Sloe werd het havenkanaal uit 1817 in 1873 opgewaardeerd tot het Kanaal door Walcheren om de Oosterschelde weer met de Westerschelde te verbinden. Met het gereed komen van dit kanaal werden ook de getijdenmolens en de oude haven overbodig. De haven werd tussen 1875 en 1876 omgezet naar het Prins Hendrikdok, een droogdok dat echter weinig gebruikt werd en in 1930 alweer werd opgeheven. De handel zou echter niet weer aantrekken. Vlissingen had de positie als nijverheidsstad overgenomen en als perifere stad kon Middelburg qua handel nog steeds niet concurreren met de Hollandse steden. Wel wist de stad haar positie als bestuursstad en verzorgingscentrum voor Walcheren te versterken door de bouw van een rechtbank in 1838, een Rijkskweekschool in 1876 en een Christelijke Kweekschool in 1910. Eind 19e eeuw ontstond nog wel enige nijverheid met de vestiging van Houthandel Alberts in 1873, lampenvoetfabriek Vitrite Works in 1889 en een meelfabriek aan het kanaal in hetzelfde jaar. Deze industrie verdween later echter weer. Eind 19e eeuw werd in het natuurgebied Oranjezon een waterwinkanaal gegraven voor de stad.

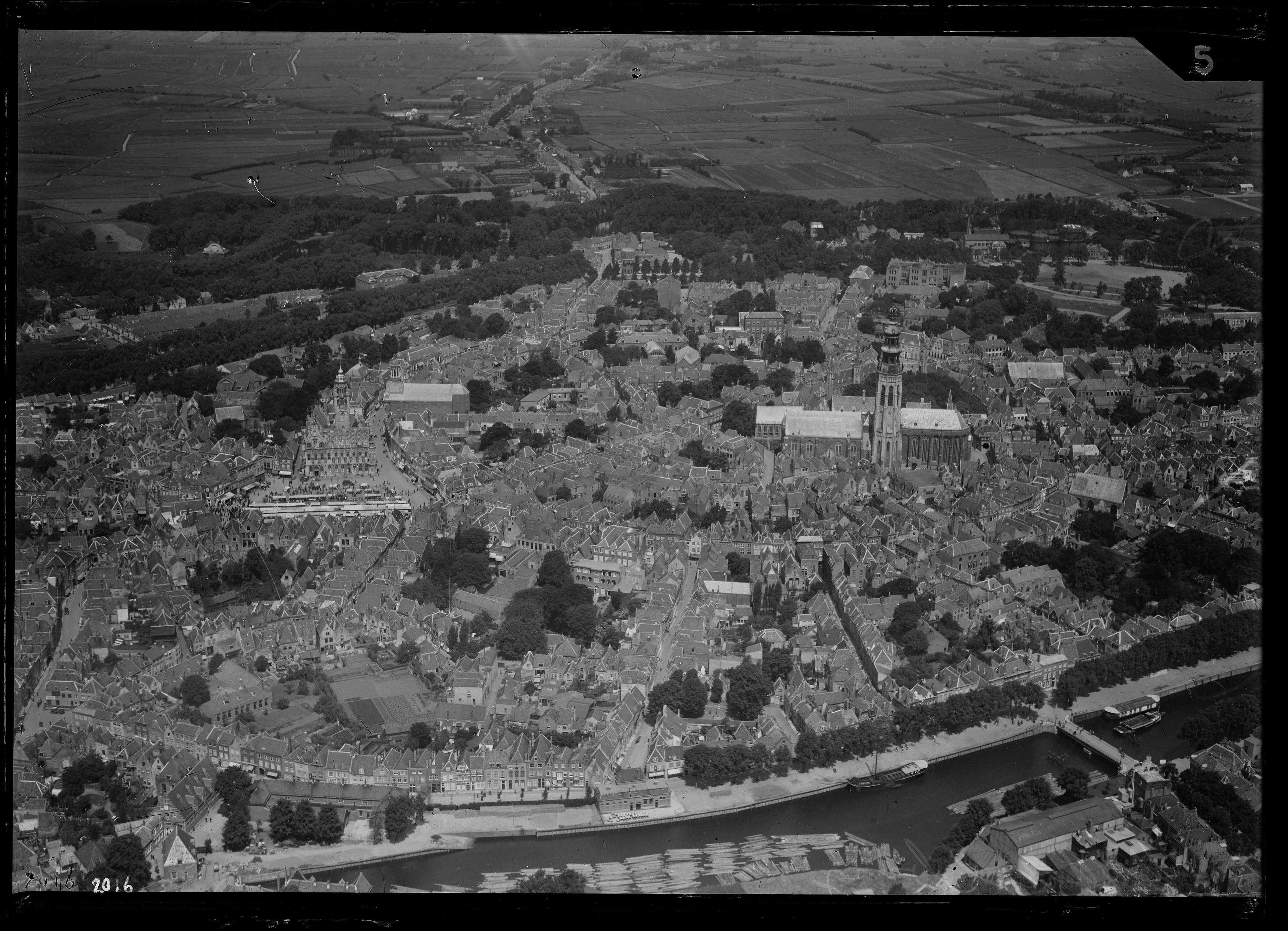
Luchtfoto van Middelburg (periode 1920-1940).

Na 1900 werd er voor het eerst gebouwd buiten de oude binnenstad. Langs de Seissingel verrezen een aantal villa's, in de jaren 1920 werd de arbeiderswijk Nieuw Middelburg gebouwd rond de Veersesingel en rond 1930 werden een aantal middenstandswoningen gebouwd rond de Noordsingel.

### Tweede Wereldoorlog en wederopbouw
Gedurende de Tweede Wereldoorlog heeft Zeeland zeer te lijden gehad door het oorlogsgeweld. Bij de capitulatie van Nederland op 15 mei 1940 was de provincie niet inbegrepen omdat Franse en Engelse troepen als deel van een geallieerd plan er de strijd in Midden-Zeeland wilden voortzetten tegen de Duitse aanvaller. Om de Franse terugtocht vanaf de Sloedam naar Vlissingen te dekken werd Middelburg op 17 mei enkele keren door Frans mobiel zeegeschut vanaf Breskens beschoten. Omdat de meeste bewoners waren geëvacueerd en de Luchtbeschermingsdienst grotendeels was uitgeweken, ontbrak het aan mankracht om een beginnend brandje te blussen. Bij dit bombardement op Middelburg werd ongeveer een kwart van de binnenstad door brand verwoest, waarbij meer dan 600 panden verloren gingen, waaronder het stadhuis, het abdijcomplex, het Oost-Indisch Huis, een aantal voormalige pakhuizen van de VOC en vele beeldbepalende woonhuizen. Na een politieonderzoek in opdracht van burgemeester Jan van Walré de Bordes werden 11 doden en 35 gewonden gerapporteerd. Nog diezelfde maand liet de burgemeester onderzoek doen voor de wederopbouw van Middelburg door ingenieur Jan de Ranitz. Daarbij werd ook het stratenplan door de Middeleeuwse binnenstad betrokken voor een betere doorstroming van het verkeer. Aan westzijde van de stad verrees op van de gemeente Koudekerke geannexeerd grondgebied naar ontwerp van architect Paul Briët de nieuwe wijk 't Zand voor dakloos geworden bewoners uit de binnenstad. In 1941 startten architecten Pieter Verhagen en Louis Suzon Pedro Scheffer met de uitvoering van de wederopbouw in traditionalistische bouwstijl. In 1943 staakte de bouw. In oktober 1944 kwam Middelburg, met uitzondering van de binnenstad, onder water te staan door de inundatie van Walcheren. Tijdens gevechten die volgden van 1 tot 6 november 1944 werd de stad door geallieerde jachtbommenwerpers en door Engelse en Canadese artillerie beschoten en opnieuw zwaar beschadigd. Op 6 november werd Middelburg bevrijd.
Na de oorlog werd de wederopbouw opgevoerd. In 1947 verrees de wijk 't Zand II en in 1948 de wijk De Griffioen. Pas in 1970 was het herstel van de binnenstad gereed en werd afgesloten met de bouw van een replica van het vroegere schutterijgebouw Sint Jorisdoelen. De wederopbouw zette door in de jaren 1970. Zo werd de Segeersstraat verbreed, het Geeregebied gesloopt en werd door de afbraak van een huizenblok het Damplein gerealiseerd. Aan westzijde werd in 1970 de Schroebrug gebouwd over het kanaal en aangrenzend tussen 1972 en 1978 als tangent de Looierssingel gerealiseerd, waarvoor nog een aantal panden gesloopt werd. Wel kwam er in die jaren meer aandacht voor het herstel van monumenten. Zo werd in 1973 de Kuiperspoort gerestaureerd, in 1974 de Spanjaardstraat en in 1975 de Bellinkstraat. In 1984 werd de hele binnenstad van Middelburg aangewezen als beschermd stadsgezicht.
In 1966 werden voor grootschalige nieuwbouwplannen aan west- en noordzijde van de stad de gemeente Sint Laurens en delen van de gemeente Nieuw- en Sint Joosland geannexeerd. Op deze gronden werden de wijken Klarenbeek, Griffioen (tweede fase), Breewijk en Stromenwijk gebouwd. Ook verrezen ten zuidoosten van het kanaal de stadswijken Dauwendaele, Magistraatwijk, Erasmuswijk en Reyershove. In 1984 verrees het gebouw van de Zeeuwse Bibliotheek. Tussen 1988 en 1992 werd een nieuwe woonwijk gebouwd op het terrein van de Vitritefabriek. In 1993 werd het vroegere Huis van Bewaring gesloopt voor de bouw van de nieuwe Rechtbank Middelburg.

### 21e eeuw
Het stationsgebied langs het Kanaal door Walcheren heeft sinds 2000 een gedaanteverwisseling ondergaan. Er werd een nieuw busstation aangelegd en in 2004 openden hier het nieuwe Stadskantoor van de gemeente Middelburg en het kantoor van Waterschap Zeeuwse Eilanden hun deuren, in 2005 gevolgd door het kantoor van de Directie Zeeland van Rijkswaterstaat.
Eind 2004 en begin 2005 kwam Middelburg in het nieuws door problemen met de bouwput voor een nieuwe schouwburg annex bioscoop ("A-Theater") met parkeergarage in het centrum. De damwand van de bouwput bleek te lekken waardoor grondwater werd onttrokken aan de omgeving en huizen verzakten. Om ongelukken te voorkomen werd de bouwput op 3 maart 2005 onder water gezet. Sindsdien wordt naar een oplossing gezocht.
In de wijk Mortiere is het amusementspark ZEP gerealiseerd, met het in 2009 verplaatste Miniatuur Walcheren (nu Mini Mundi) en diverse horecabedrijven. Er is al een bedrijventerrein en een regionaal opleidingencentrum (Scalda). Ten zuiden hiervan is een woonboulevard. Aan de zuidwestzijde van Middelburg is naast de kazerne van Stadsgewestelijke brandweer, een moskee en een nieuw gebouw van het Leger des Heils gebouwd.

## Architectuur en monumenten

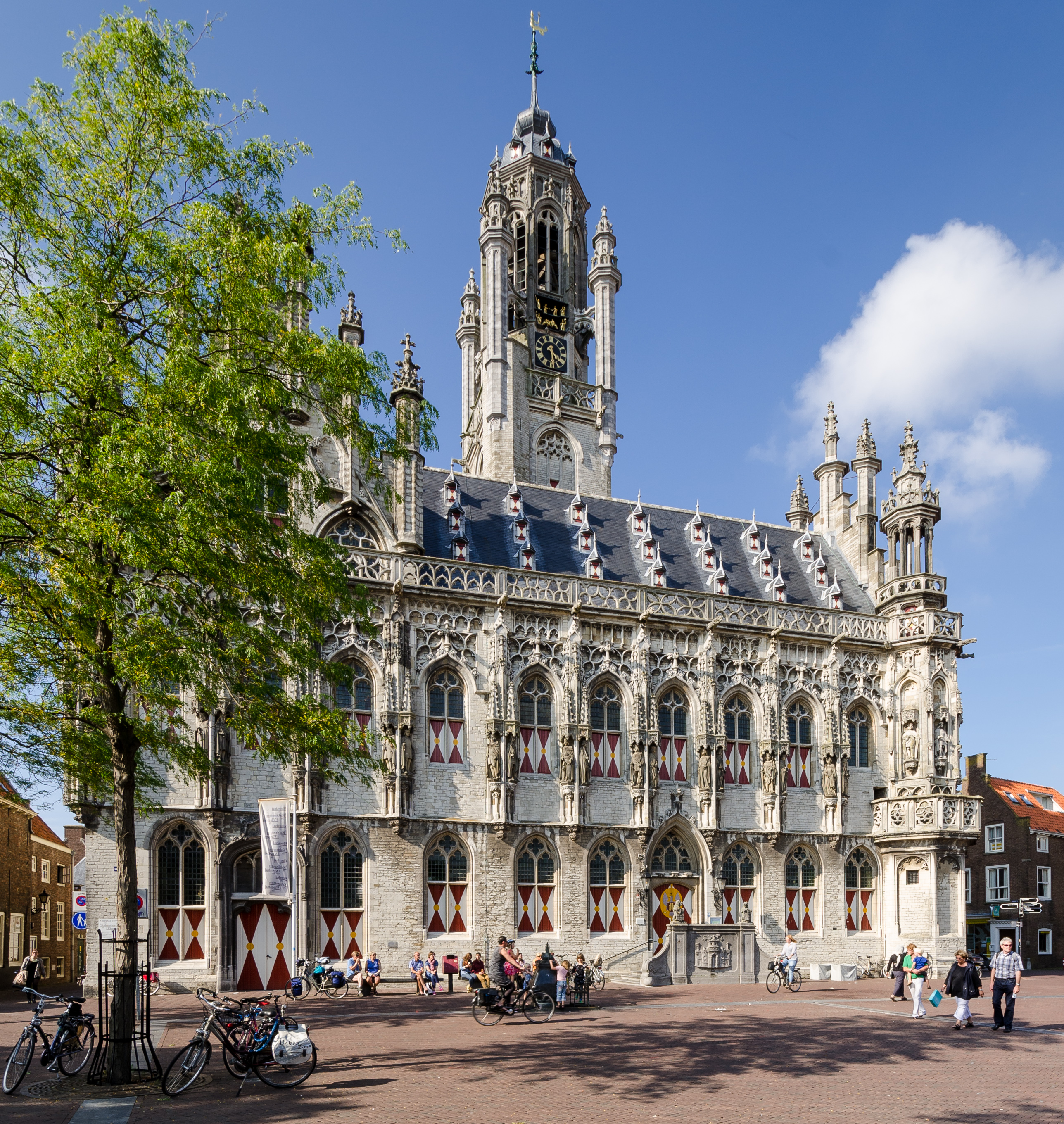
Stadhuis van Middelburg

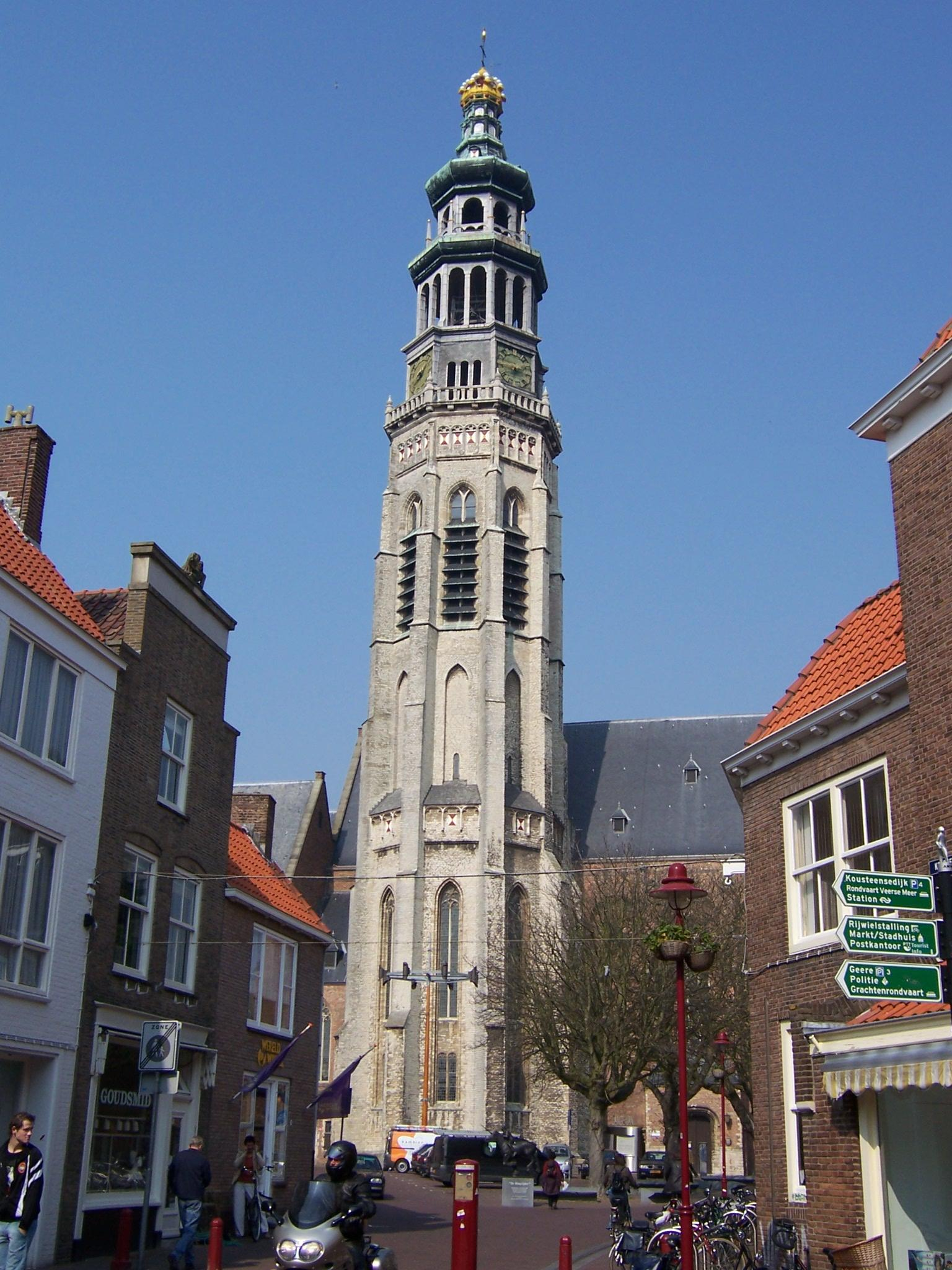
Lange Jan

De Abdij van Middelburg heeft een bijna 91 meter hoge toren, grenzend aan de Nieuwe Kerk en de Koorkerk, die de Lange Jan genoemd wordt en voor velen het symbool van Middelburg is. In de Nieuwe Kerk bevindt zich het marmeren graf van de Zeeuwse zeehelden Cornelis en Johan Evertsen. In de nabijheid van de Abdij staat de 15e-eeuwse Munttoren. Het Abdijcomplex huisvest onder meer het Provinciehuis en het Zeeuws Museum.
De oudste delen van het als universiteitsgebouw in gebruik zijnde laatgotische stadhuis aan de Markt dateren uit 1458. Acht leden van de Zuid-Nederlandse architectenfamilie Keldermans werkten hieraan mee. In de gevel bevinden zich beelden van de graven en gravinnen die over Zeeland geregeerd hebben. Naast het stadhuis en de Abdij zijn enkele andere bekende monumentenpanden de Sint Jorisdoelen, het Van de Perrehuis (waarin het Zeeuws Archief is gevestigd) en Huize 's-Hertogenbosch.
Ooit had - van de Nederlandse steden - Middelburg, na Amsterdam, de meeste historische gebouwen, daarna was het lange tijd, na Amsterdam en Maastricht, de derde monumentenstad. Ondanks de gevolgen van de Tweede Wereldoorlog (vernietiging van enkele honderden monumenten) en de sloop van veel oude panden in de jaren vijftig en zestig, is Middelburg, als het om rijksmonumenten in de binnenstad gaat, met meer dan 1100, na Amsterdam, Maastricht, Leiden en Utrecht de vijfde monumentenstad van Nederland. Aan het begin van de jaren zeventig kreeg de restauratie van monumenten een impuls. In het internationale monumentenjaar 1975 werd Middelburg uitgeroepen als een van de voorbeeldsteden. De gemeente Middelburg telt meer dan 1150 rijksmonumenten en is daarmee de zevende gemeente van Nederland (Lijst van rijksmonumenten in Middelburg (gemeente)).
Kaart van het oude centrum van Middelburg, met de grachtengordel.

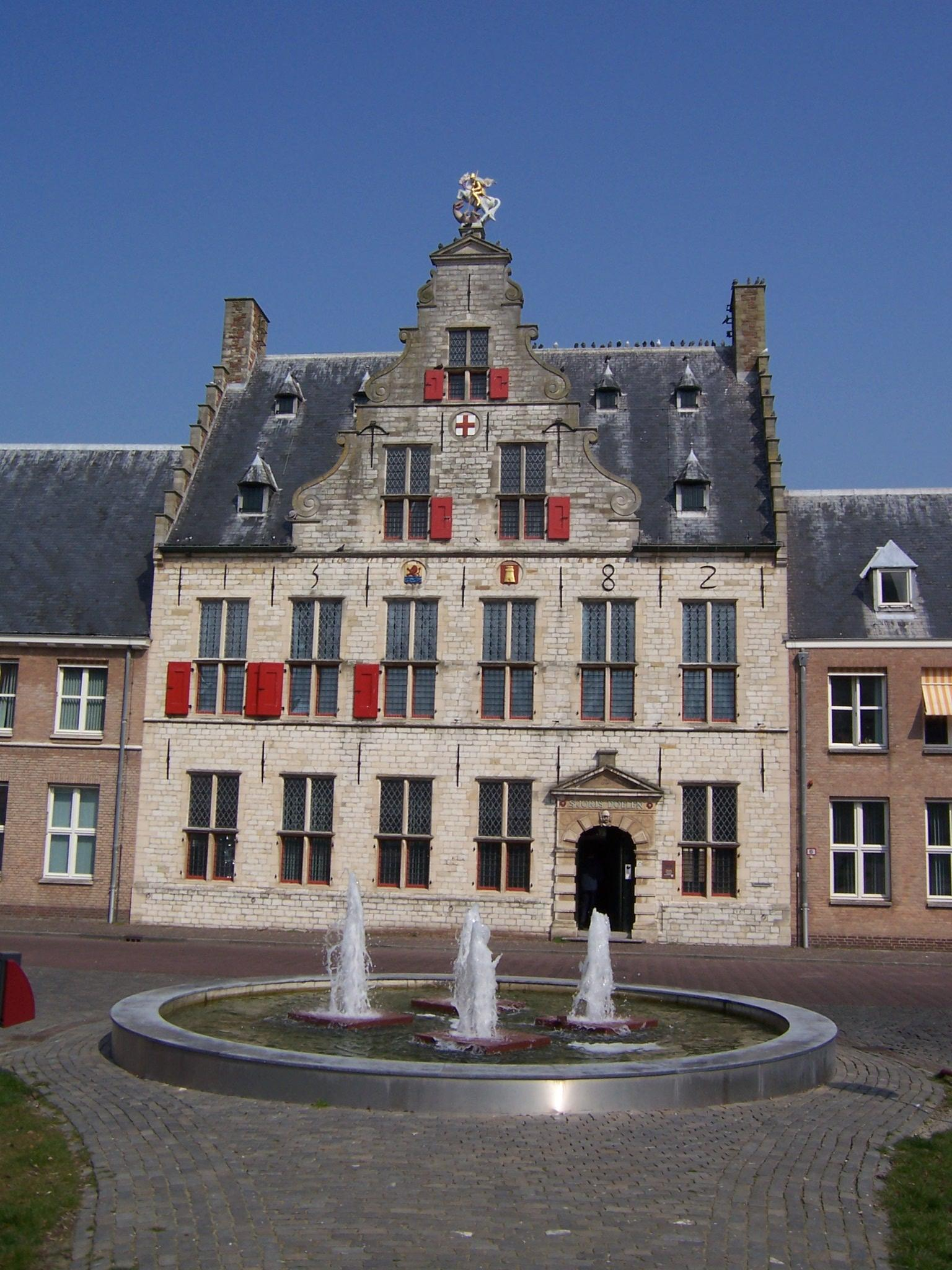
Sint-Jorisdoelen

## Bezienswaardigheden

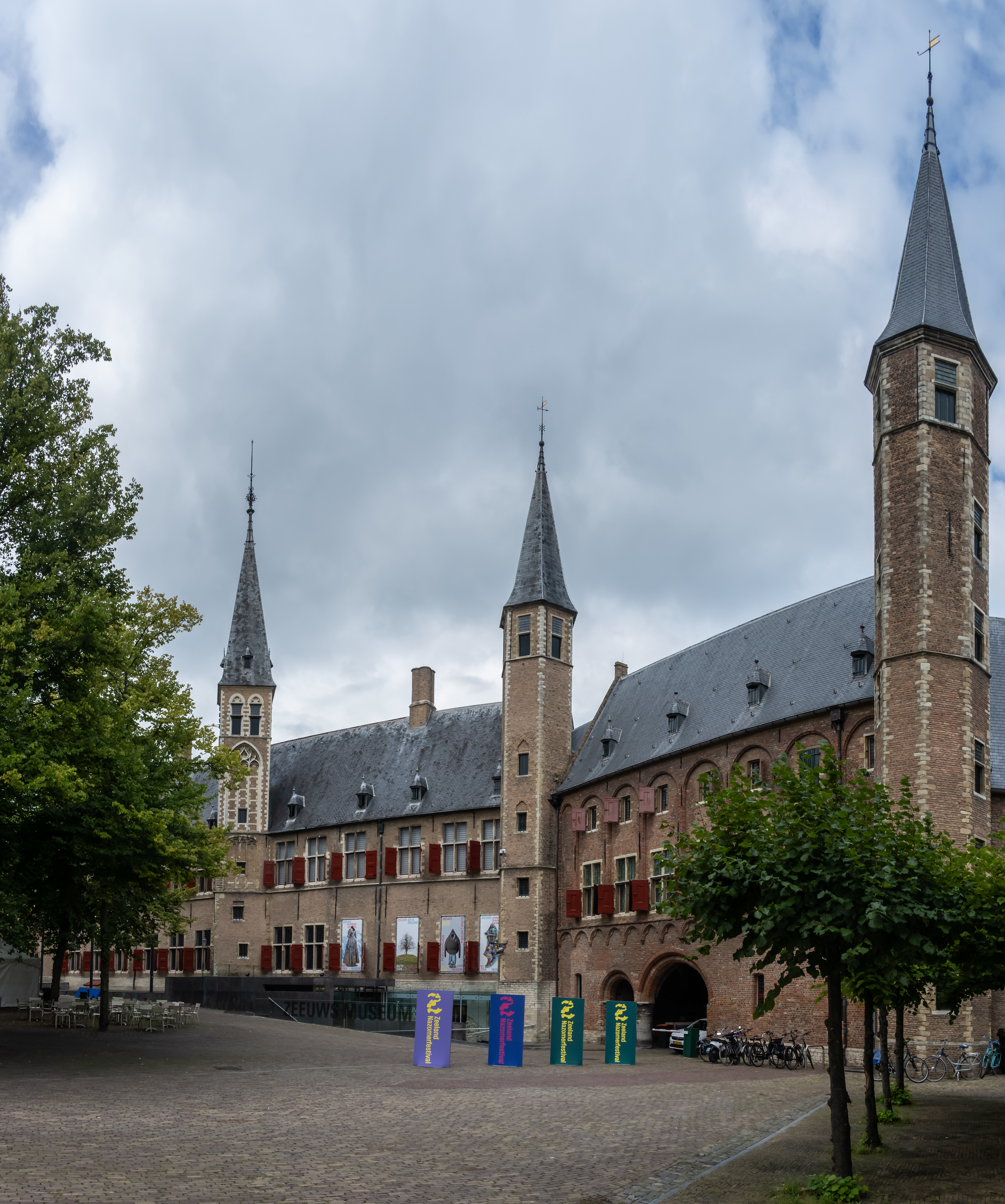
Abdij

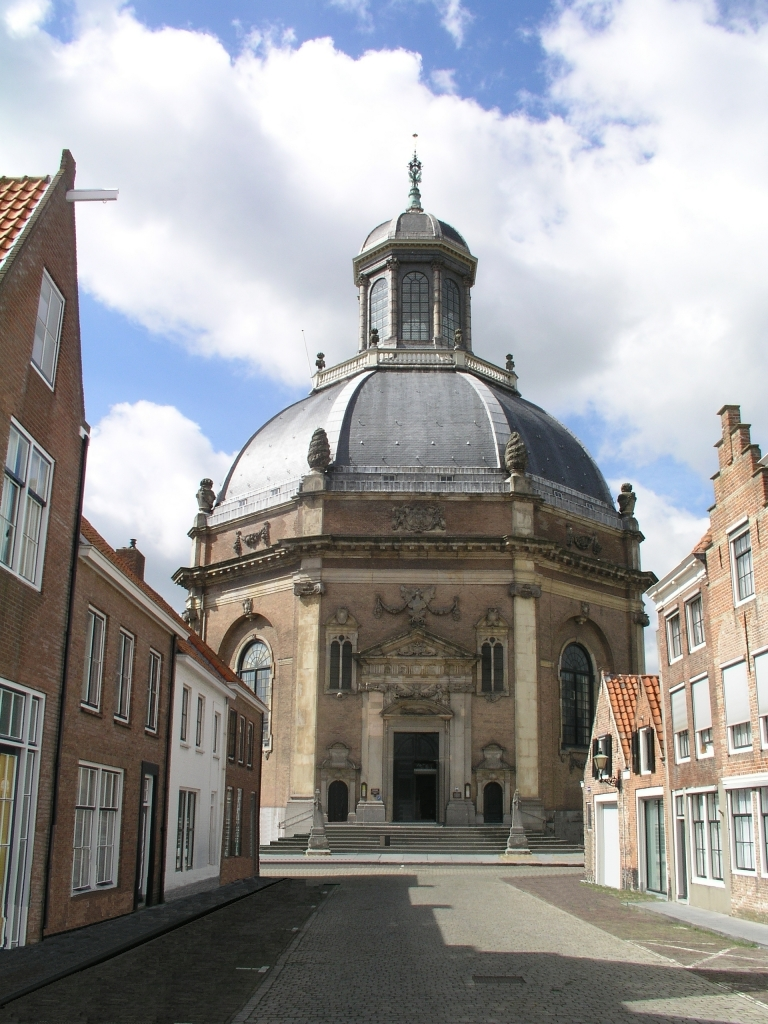
Oostkerk

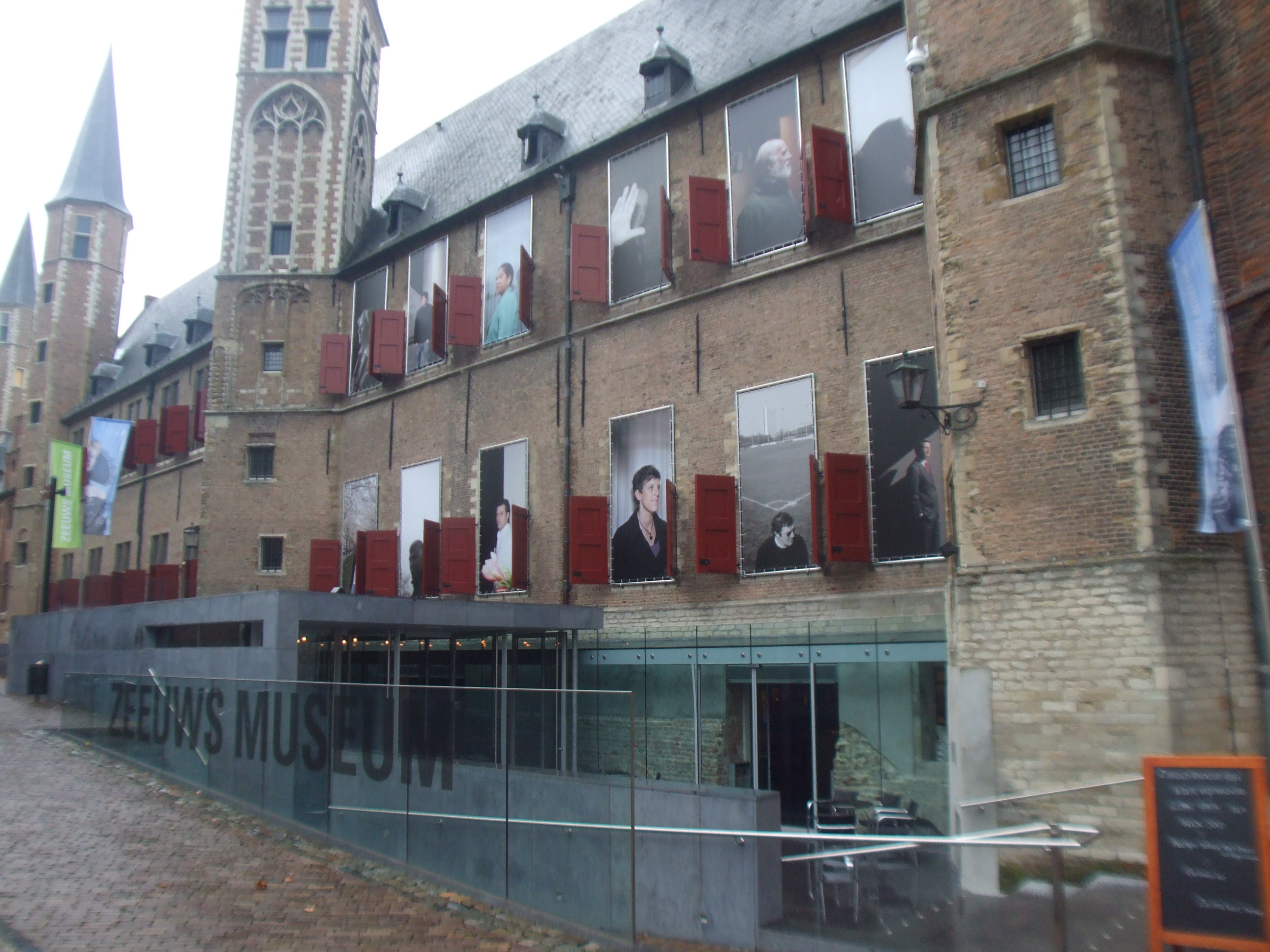
Zeeuws Museum

De stad Middelburg zelf is een beschermd stadsgezicht, evenals het gebied van de Noordweg, en is daarmee een van de zeventien Beschermde stads- en dorpsgezichten in Zeeland.
- Het gotische Stadhuis van Middelburg met daarin opgenomen de Vleeshal
- De abdij van Middelburg met het abdijplein en de Koorkerk en de abdijtoren (Lange Jan) en de Nieuwe Kerk. Vermoedelijk ligt graaf Willem II, de vader van Floris V, in de Koorkerk begraven.
- Oostkerk
- Koepoort
- Kuiperspoort
- Kloveniersdoelen
- Sint-Jorisdoelen
- Synagoge, gebouwd in 1705, gerestaureerd in 1994
- Herenhuizen langs de Kaaien. Zie Kaden (Middelburg)
- Damplein met de huizen 'grote en kleine Christoffel', 'de Posthoorn', de 'Roeybaerse' en de Graanbeurs
- In de Mortierepolder ligt het familiepretpark Mini Mundi. Hierin is het oude "Miniatuur Walcheren" opgenomen, waarin markante gebouwen uit Walcheren op schaal 1:20 zijn nagebouwd
- Zeeuws Slavernijmonument op de Balans

Zie ook
- Lijst van rijksmonumenten in Middelburg (plaats)
- Lijst van gemeentelijke monumenten in Middelburg
- Lijst van oorlogsmonumenten in Middelburg
- Lijst van beelden in Middelburg

## Molens
In de stad staat een aantal korenmolens, te weten:
- De Hoop
- De Koning
- Ons Genoegen
- De Seismolen
- De voormalige Getijdenmolen

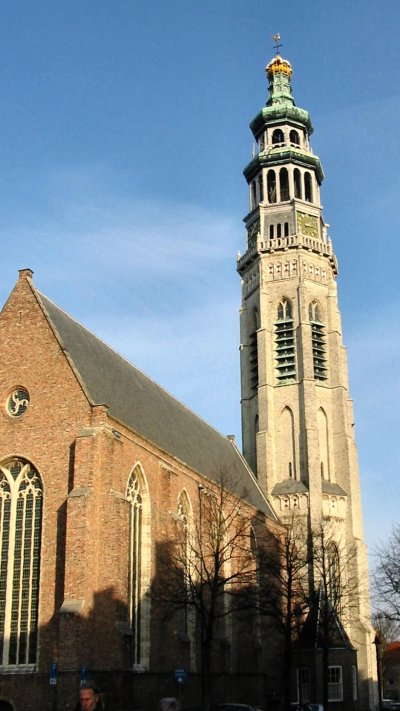
Lange Jan en Nieuwe Kerk
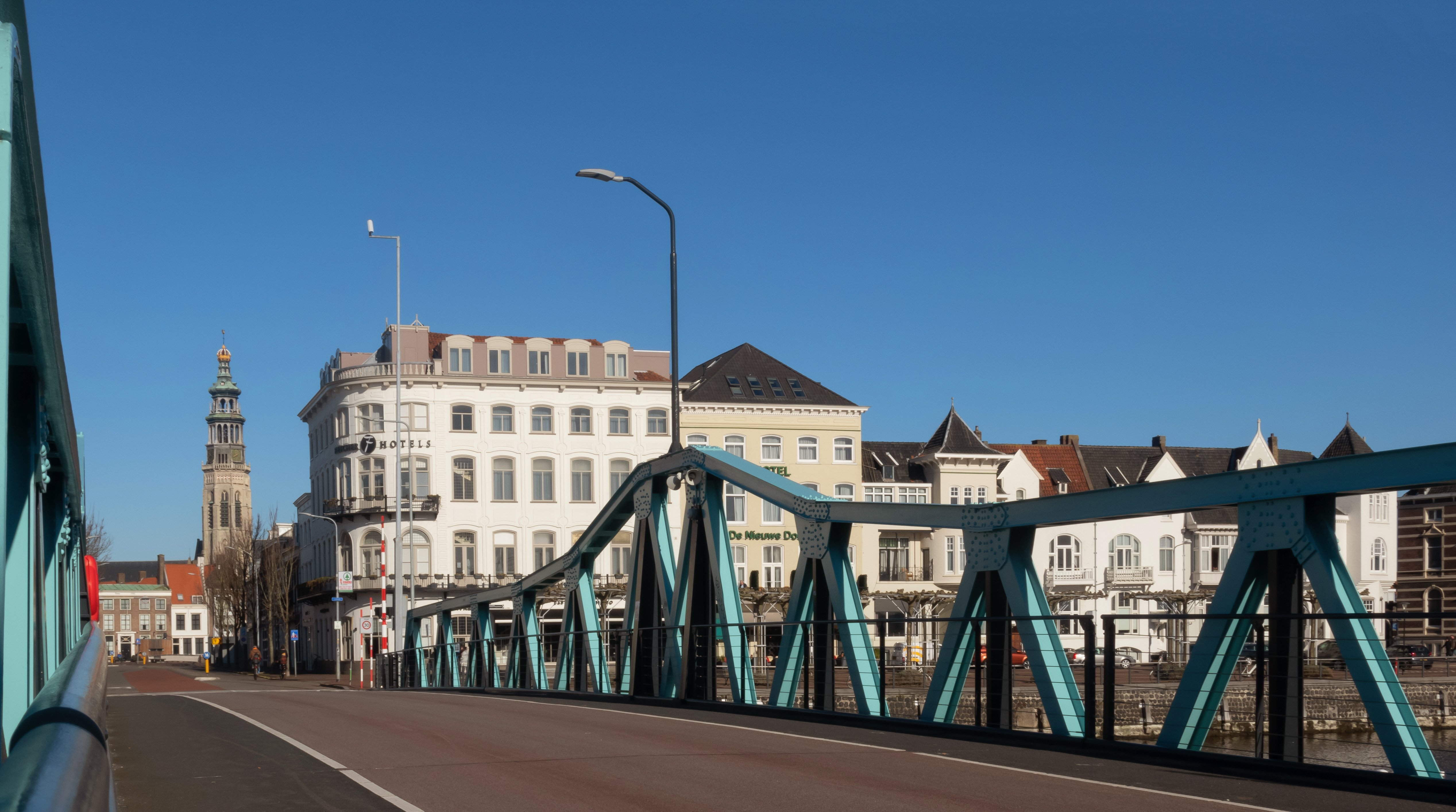
Zicht op de Lange Jan vanaf het station
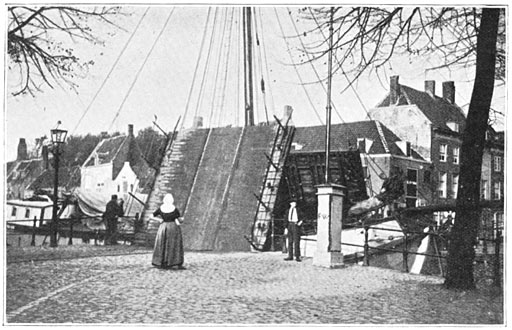
Ophaalbrug te Middelburg (begin 20e eeuw)
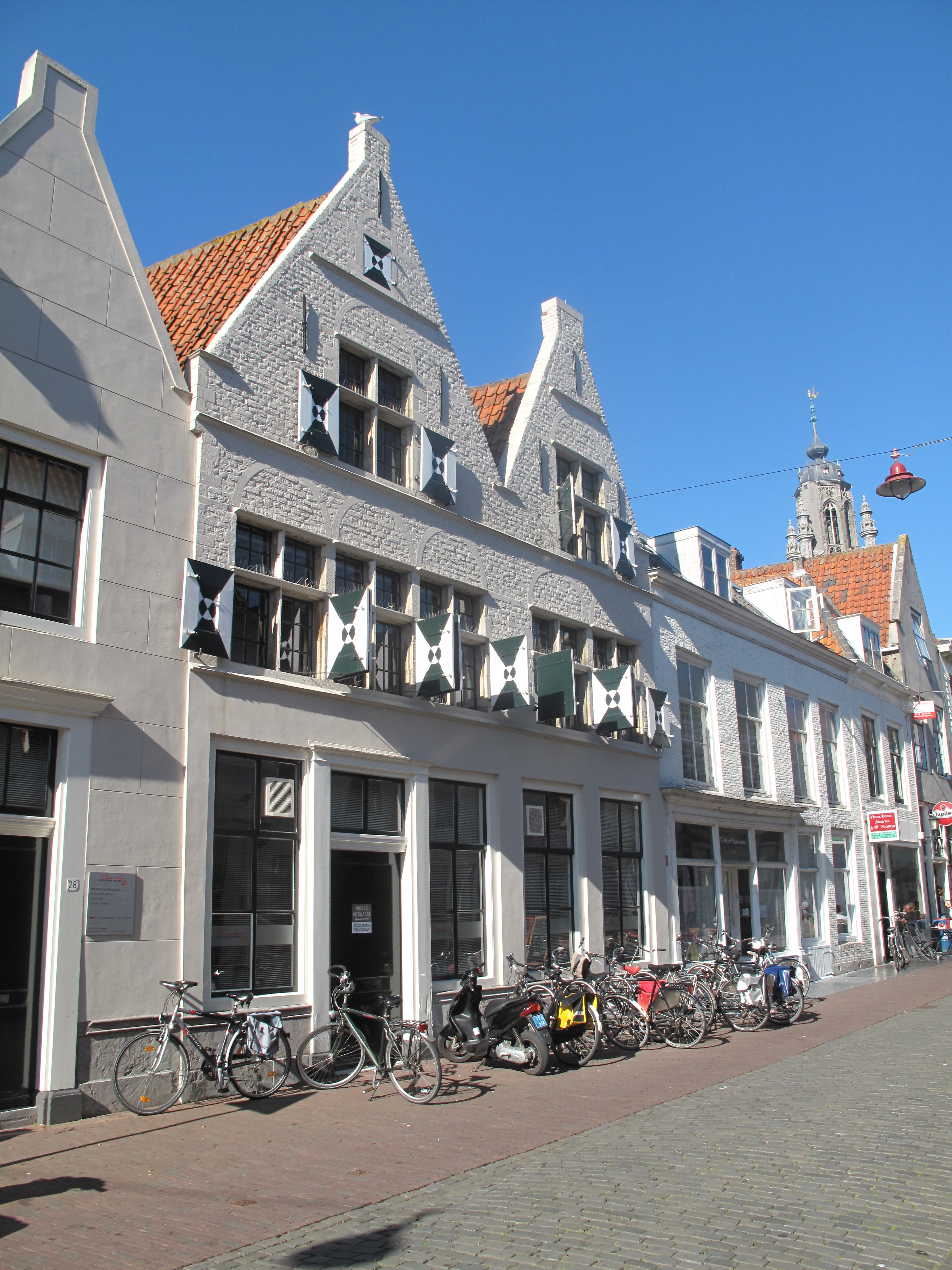
de Vlasmarkt
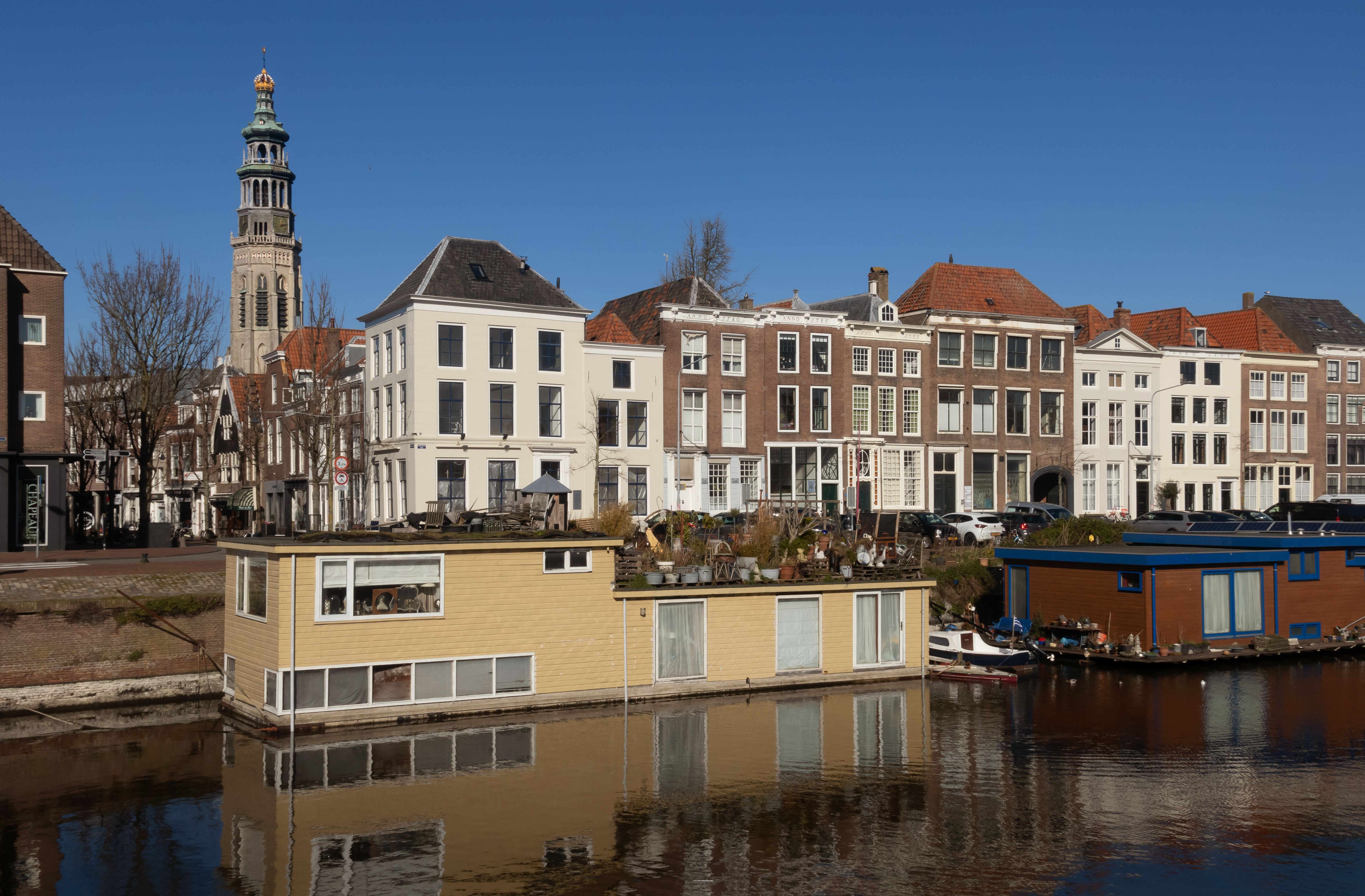
de Londense Kaai
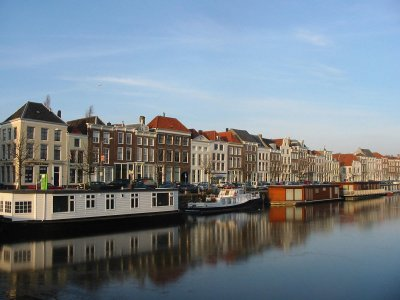
Middelburg Huizen Rouaansekaai
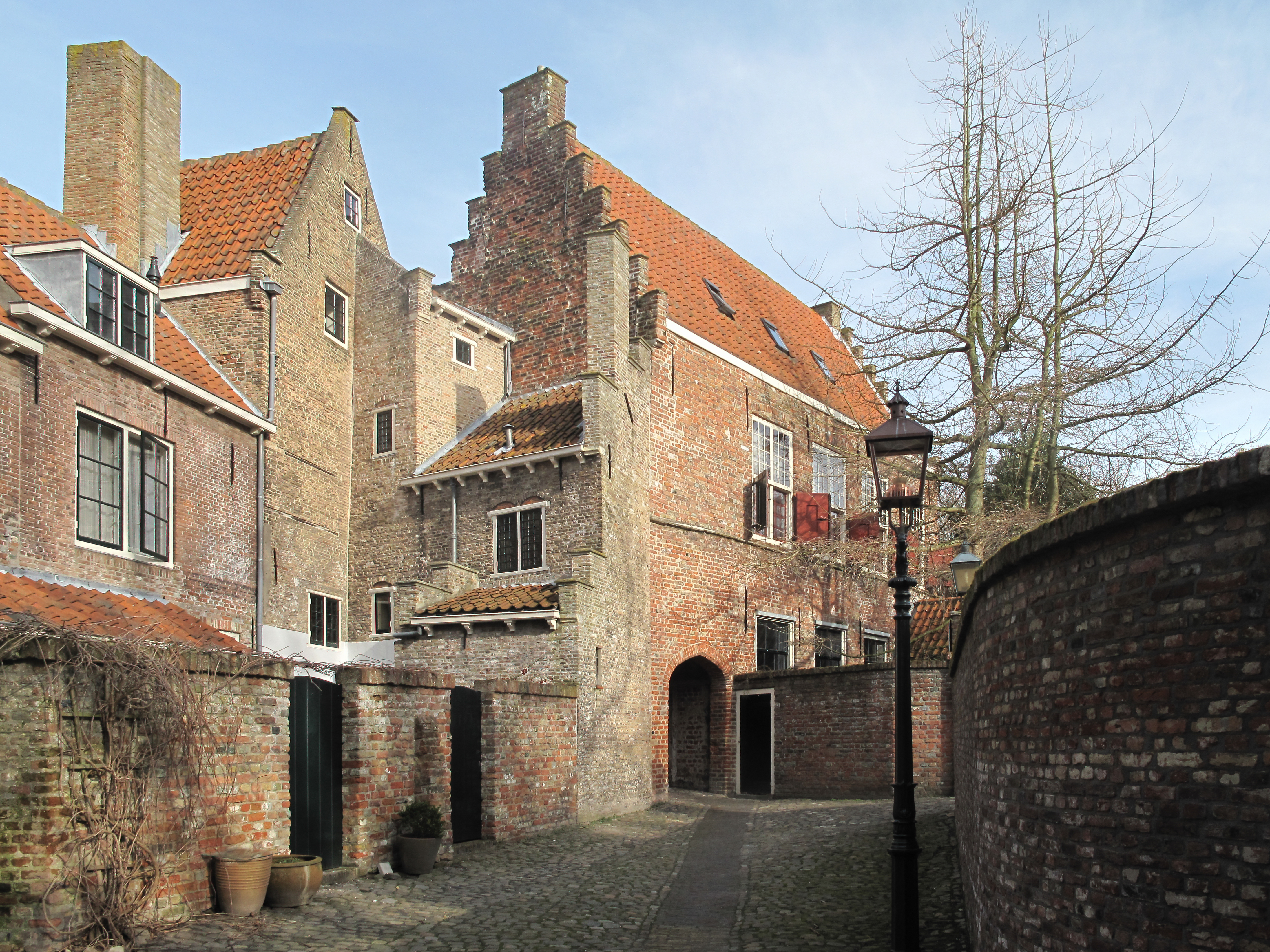
bij de Kuiperspoort
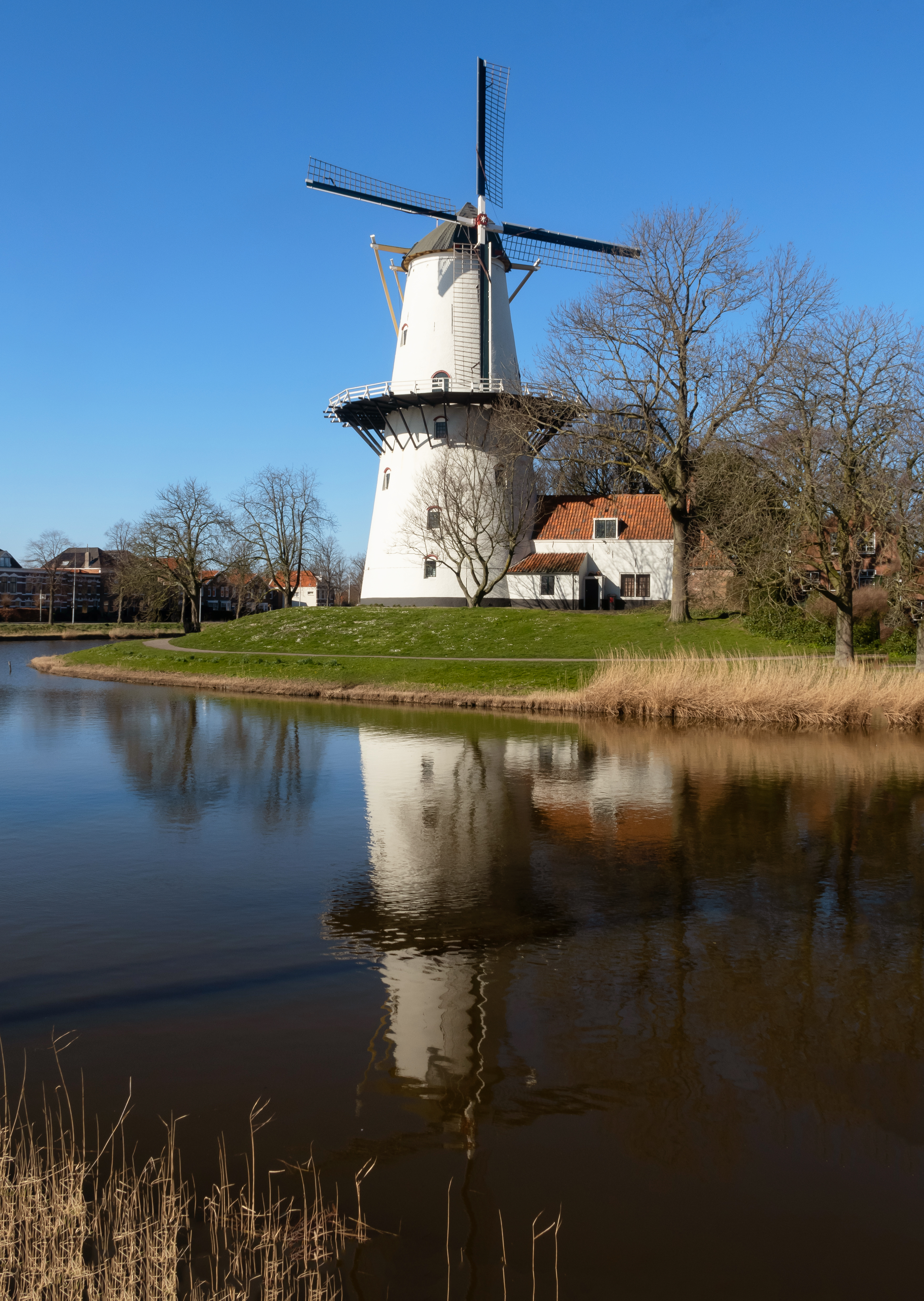
molen de Hoop
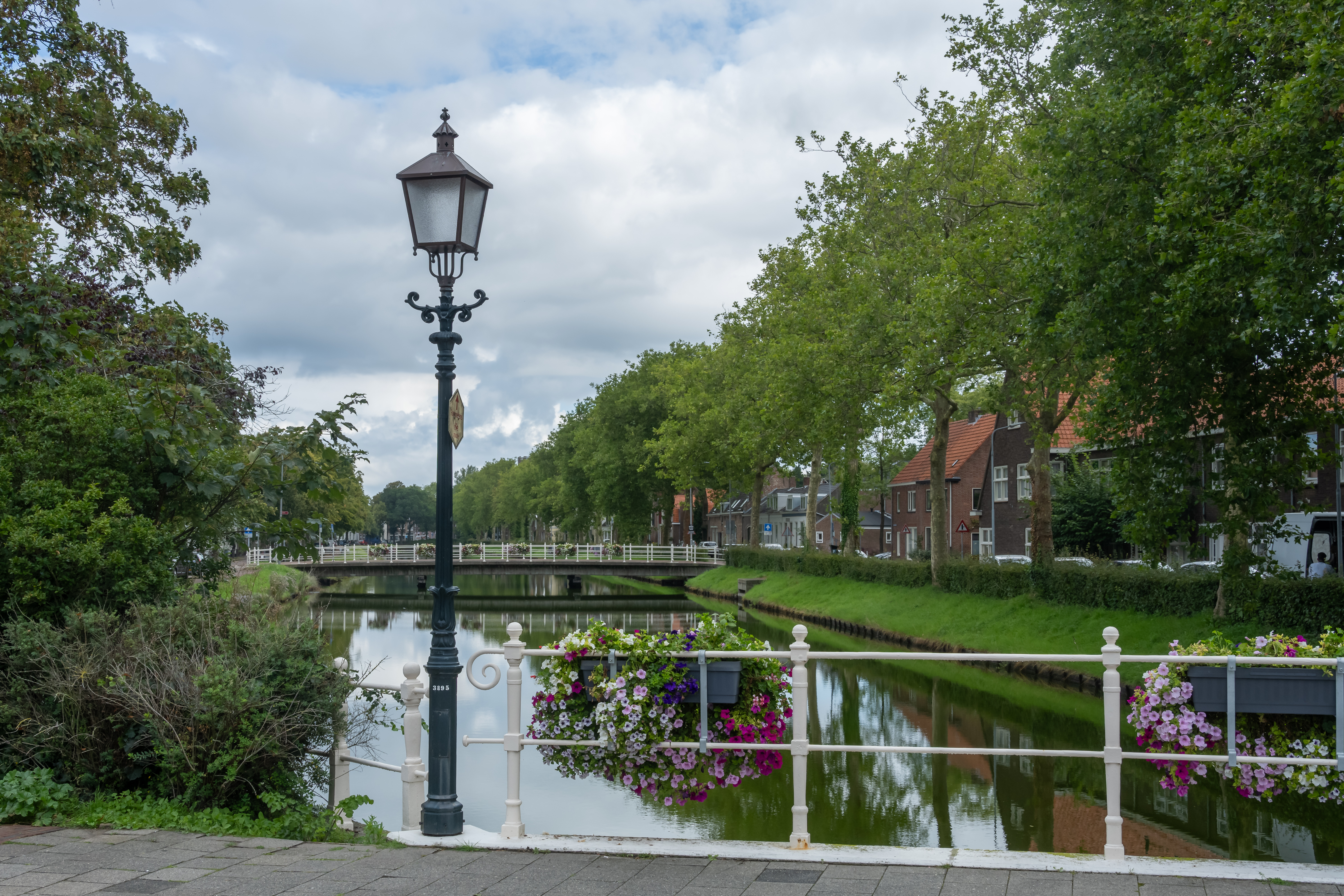
Herengracht
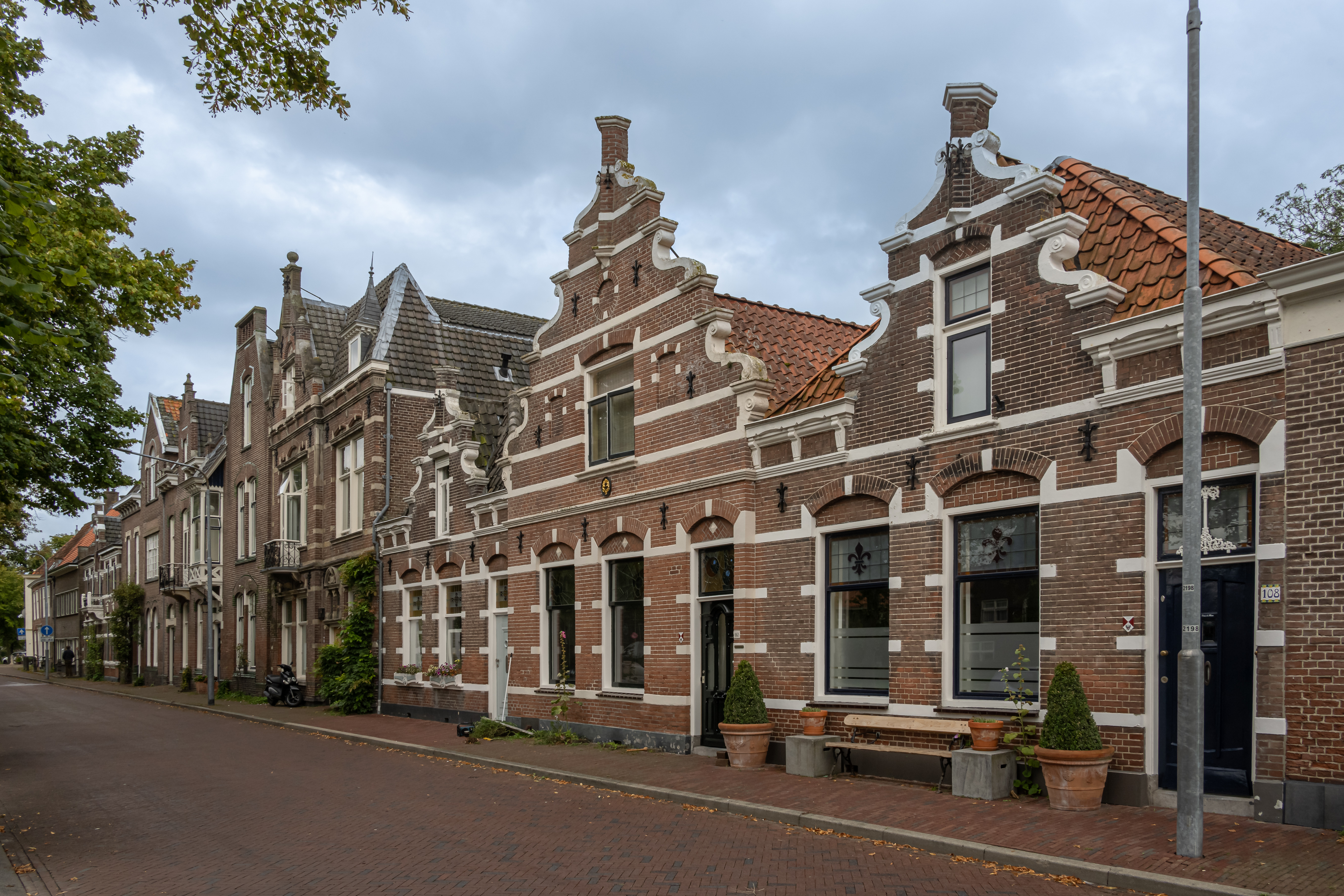
Herengracht

## Religie
Middelburg heeft een belangrijke plaats binnen de kerkgeschiedenis van het protestantisme. Bekende personen zoals Willem Teellinck, Hermannus Faukelius en Abraham van de Velde waren predikant in Middelburg.

## Economie
In Middelburg zijn meer dan 4.500 ondernemingen gevestigd met in totaal meer dan 45.500 arbeidsplaatsen. Daarmee is Middelburg, op Terneuzen na, de "ondernemendste" stad van Zeeland. Daarnaast werken er relatief veel mensen bij de overheid of in het onderwijs en heeft de stad het grootste winkelaanbod van Zeeland. Doordat een kwart van de omzet van de winkels voor rekening van de toeristen komt, heeft de stad veel winkels in verhouding tot het aantal inwoners van de stad.
De overheid is een belangrijke werkgever in de provinciehoofdstad Middelburg. Naast het provinciebestuur zijn er in de stad een vestiging van Rijkswaterstaat, een vestiging van de rechtbank Zeeland-West-Brabant en de gevangenis Torentijd.

### Markten
De warenmarkt vindt op donderdag plaats op de markt van 9:00-16:30 uur en is de grootste markt van Zeeland.

## Cultuur en kunst

### Culturele instellingen
- Zeeuws Museum
- Museum de Glazenkast (2009-2011)
- Vleeshal
- Zeeuws Archief
  - Archief van de Middelburgsche Commercie Compagnie, sinds 2011 opgenomen in de Werelderfgoedlijst voor documenten.
- Zeeuwse Bibliotheek
- Centrum Beeldende Kunst
- Zeeuwse Kunstkring
- Stichting Teeken Akademie
- Stichting de Zeeuwse Boekenprijs

### Theaters en concertzalen
- Cultureel centrum De Spot
- Schouwburg
- Zeeuwse Concertzaal
- Spiegeltheater
- Minitheater
- Filmtheater Schuttershof
- Theaterproductiehuis Zeelandia

### Evenementen
- Koningsnacht
- Koningsdag
- MiddelburgBoekenstad Boekenmarkt
- Jazzfestival, tijdens het pinksterweekend
- Abdij bier festival half mei
- stadsfeesten Middelburg juni
- Middelburg Vól-koren, begin juni
- Smaek van Zeêland, eind juni
- City of Dance Middelburg XXL, eind juni
- Go Dutch-festival, eind juni
- Mosselfeesten, eind juni
- Eerste folkloristische dag in juli
- Culikaravaan begin augustus
- Kermis, eerste week augustus
- Tweede folkloristische dag, augustus
- Kickoff Festival Zeeland, augustus 1× per 2 jaar (dit evenement vindt om en om in Middelburg en Vlissingen plaats)
- Nazomerfestival, begin september
- Nacht van de Nacht, oktober
- Popronde Middelburg, november
- Kerstnacht
- Middelburg Winterstad, december
- de Week van het Zeeuwse boek, begin november

## Onderwijs

### Voortgezet onderwijs
Middelburg kent de volgende middelbare scholen:
- Christelijke Scholengemeenschap Walcheren (CSW) heeft twee van haar drie locaties in Middelburg.[12] Namelijk Van de Perre met 1.473 leerlingen en Toorop met 350 leerlingen.[13][14]
- Nehalennia Stedelijke Scholengemeenschap heeft haar twee vestigingen in Middelburg staan:[15] een aan de Kruisweg voor vmbo met 734 leerlingen en een aan de Breeweg voor havo en vwo met 1154 leerlingen.[16][17]
- Het Calvijn College heeft een vestiging in Middelburg met 385 leerlingen.[18][19]

De drie bovengenoemde scholen bieden allen alle mogelijke stromingen. Het Calvijn College is echter de enige, waarbij niet het volledige traject in Middelburg gevolgd kan worden.

### Hoger onderwijs
Ook op het gebied van hoger onderwijs heeft Middelburg meerdere opties te bieden.
De hogeschool HZ University of Applied Sciences heeft een vestiging in Middelburg.
In 2004 kreeg Middelburg een vorm van universitair onderwijs. In dat jaar werd de 'Roosevelt Academy' opgericht, sinds 2013 beter bekend als University College Roosevelt (UCR). UCR is een University College dat een driejarige bachelorprogramma aanbiedt in "liberal arts and sciences", met vakken op het gebied van sociale, exacte en geesteswetenschappen. UCR is gevestigd in het oude stadhuis van de stad. Het college werd opgericht op initiatief van professor Hans Adriaansens, door de Universiteit Utrecht in samenwerking met de HZ University of Applied Sciences. Jaarlijks worden maximaal 200 nieuwe studenten toegelaten op basis van een strenge selectie. Alle 600 studenten van UCR wonen op de "city campus" in Middelburg. Ongeveer 65% van de studenten aan UCR hebben de Nederlandse nationaliteit, terwijl de overige 35% van over de hele wereld komt.
Daarnaast is sinds 1986 in Middelburg het Roosevelt Institute for American Studies gevestigd, een graduate school en onderzoeksinstituut op het gebied van de amerikanistiek.

## Verkeer en vervoer

### Hoofdwegen
Rozenburg - Middelburg
 Eindhoven - Tilburg - Breda - Roosendaal - Bergen op Zoom - Goes - Middelburg - Vlissingen ()

### Spoorverbinding

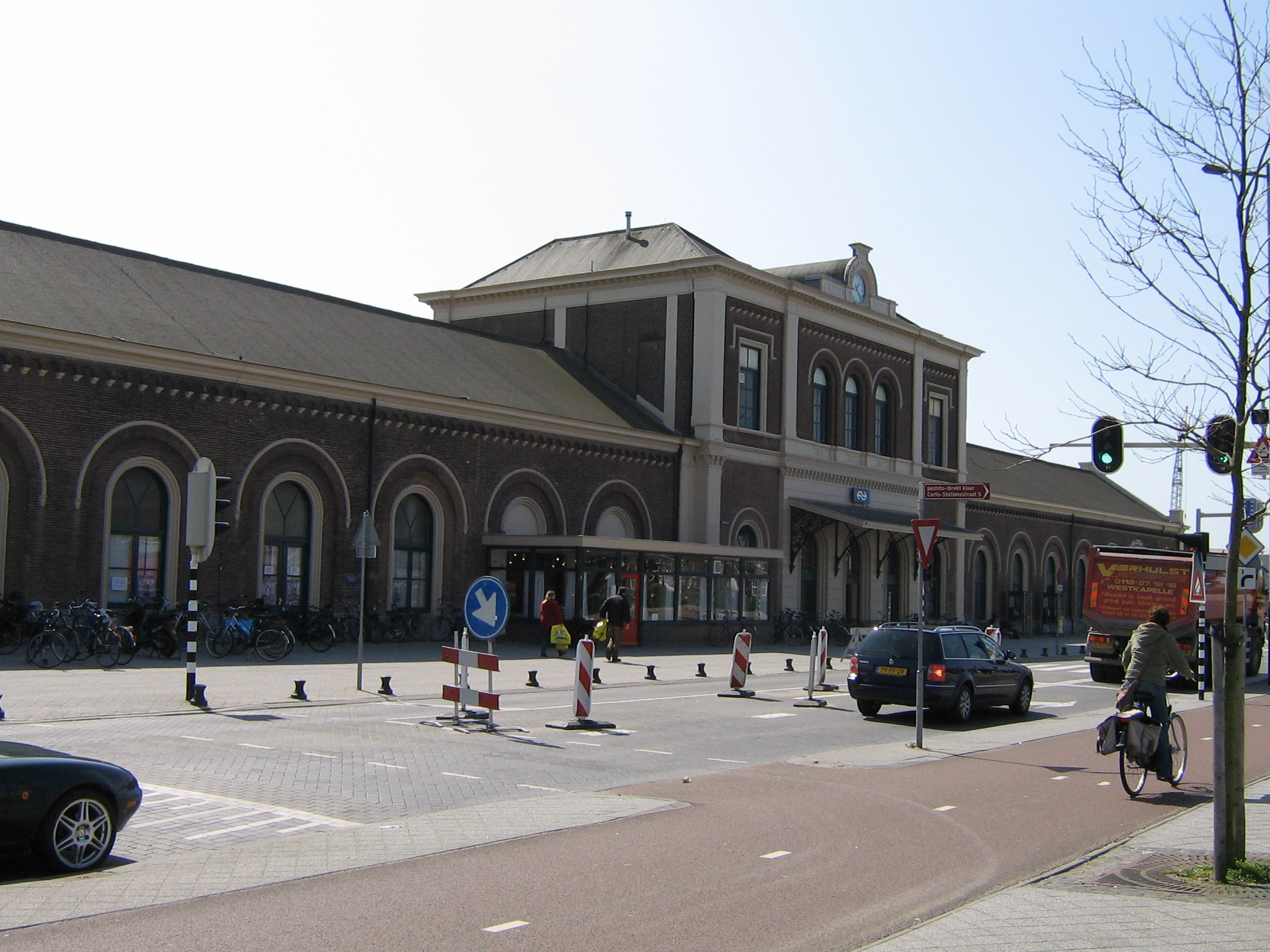
Station Middelburg

Middelburg wordt in beide richtingen minimaal tweemaal per uur ontsloten per trein. Middelburg is tevens het centrale knooppunt voor ongeveer twaalf busdiensten op Walcheren, waaronder twee buslijnen die het station niet aandoen. Er zijn gemeentelijke plannen voor het aanleggen van sneltramverbindingen naar Vlissingen en andere delen van Walcheren. In de eerste decennia van de 20e eeuw bestonden er ook al tramverbindingen in dit deel van Nederland, waaronder de Stoomtram Walcheren.

## Sport
Middelburg heeft een eigen tafeltennisvereniging: TTC Middelburg. TTC Middelburg is ontstaan uit een fusie van de tafeltennisverenigingen 't Zand en Middelburg Zuid. Voor de fusie werd 't Zand in 2000 landskampioen bij de heren. De voorloper van de voetbalvereniging Zeelandia Middelburg, "vv Middelburg", werd in 1966, 1967 en 1969 zondagamateurkampioen. De wedstrijd om de algehele amateurtitel, in 1969, werd verloren van VVOG uit Harderwijk. Ook heeft Middelburg een rugbyclub die al enkele jaren op het hoogste niveau van Nederland actief is. EZRC Oemoemenoe speelt op sportpark de Sprong zijn thuiswedstrijden in de Ereklasse. Korfbalvereniging K.V. Swift speelde twee seizoenen op het hoogste niveau in de zaalcompetitie. De roeivereniging Honte maakt gebruik van het Kanaal door Walcheren voor wedstrijden en trainingen. De
watersportvereniging Arne (WSVW Arne) doet het beheer van de jachthaven in opdracht van de gemeente Middelburg. Er zijn 280 boxen voor leden en passanten. De vereniging is ook actief in de gemeente Veere, waar in de haven Oostwatering 320 boxen zijn.
In 2010 eindigde de derde etappe van de Giro d'Italia in Middelburg, gewonnen door Wouter Weylandt. In 2011 verongelukte Weylandt, reden voor de gemeente Middelburg hem te eren met een monument. De wielerkoers World Ports Classic had ook een doorkomst door Middelburg, in de eerste etappe. In 2018 kwam de Scheldeprijs door Middelburg, de editie van dat jaar was de eerste met start in Terneuzen en parcours langs Middelburg en Goes naar Vlaanderen. Deze route werd ook voor de editie van 2019 gehandhaafd.
Ook is er een rolstoelbasketbal vereniging in Middelburg. R.B.V.M. (Rolstoel Basketbal Vereniging Middelburg) is opgericht in 1985.

## Lokale omroep
De lokale omroep van de gemeente Middelburg is sinds 2013 W-FM, wat staat voor Walcheren FM.

## Overleden
- Albert Gruppen (1886-1955), predikant
- Adriaan Jan Huijsman (1892-1956), politicus
- Jan Lemaire jr. (1906-1960), acteur en toneelregisseur
- Wim van Heel (1922-1972), hockeyer
- Dirk van der Wel (1917-1998), jurist, griffier
- Chris Götte (1962-2001), muzikant
- Marten Beinema (1932-2008), politicus
- Adri Schipper (1914-2008), politicus
- Leen de Broekert (1949-2009), pianist, organist en componist
- Karin Peters (1938-2011), schrijfster van familieromans
- Bram Beekman (1949-2016), organist, componist
- André de Leeuw (1935-2017), politicus en psychiater
- Theodoor de Meester (1926-2019), politicus, burgemeester
- Leon Gordenker (1923-2020), Nederlands-Amerikaans hoogleraar en auteur
- John Lilipaly (1943-2022), politicus